# Schlosskapelle Schönbrunn

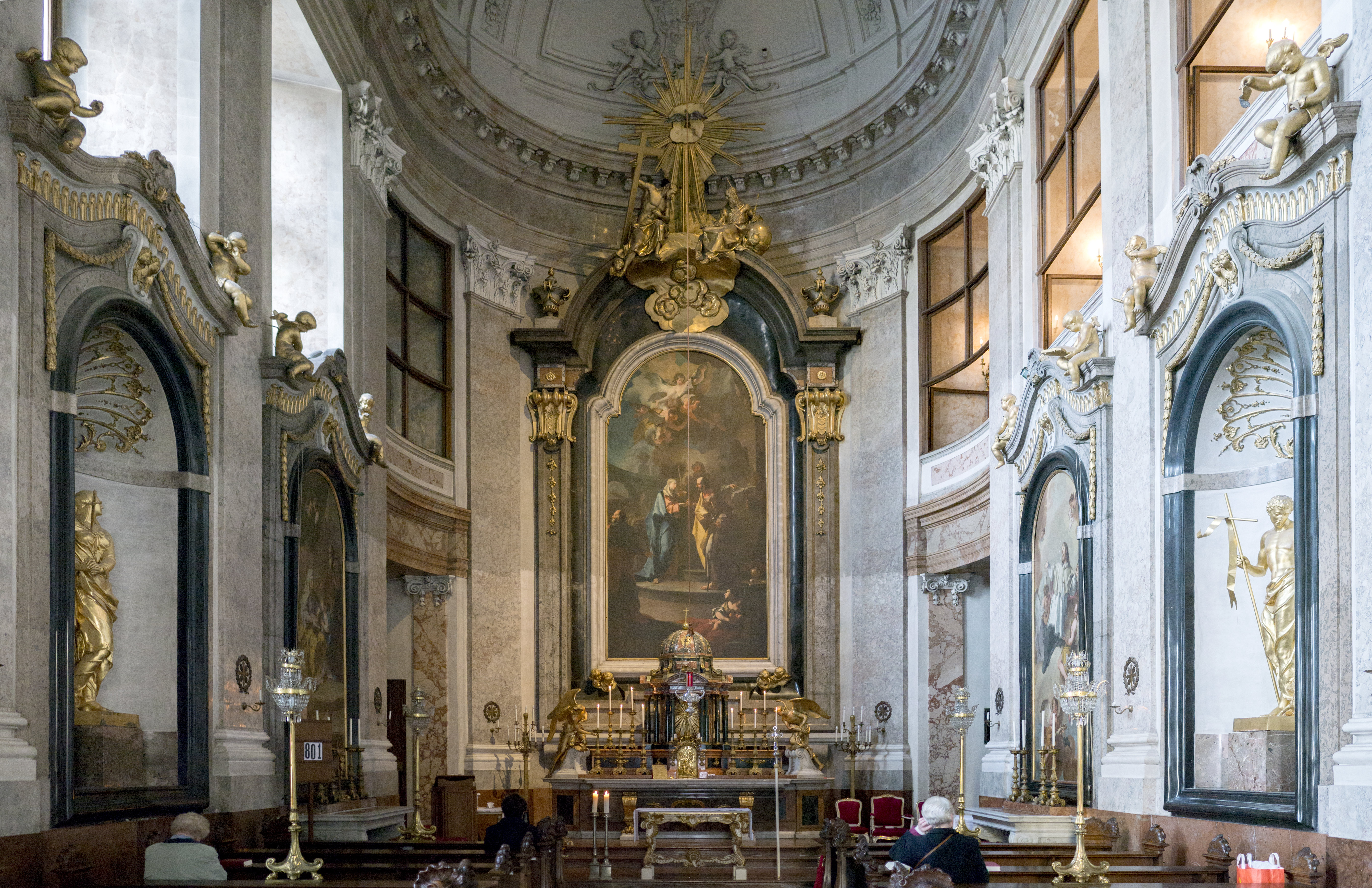
Innenraum der Schlosskapelle Schönbrunn

Die Schlosskapelle Schönbrunn ist eine römisch-katholische Kapelle im Schloss Schönbrunn im 13. Wiener Gemeindebezirk Hietzing. Sie ist dem Fest der Vermählung Mariae gewidmet.

## Geschichte und Beschreibung
Das Patrozinium Vermählung Mariae wurde 1745 begründet, ursprünglich war die Kapelle der hl. Maria Magdalena geweiht.
Die Architektur und der Großteil der Raumausstattung stammt von Johann Bernhard Fischer von Erlach. Mit Nikolaus Pacassi wurde in den Jahren 1743 bis 1744 die Kapelle neu eingerichtet, deren Umgebung umgestaltet, die Eingänge verschoben und im Jahre 1745 die Kapelle neu geweiht. Der Rechtecksaal mit halbrunder Apsis ist in der Ecke zwischen Ostflügel und Mitteltrakt des Schlosses situiert, kragt ohne die Apsis in den Ehrenhof aus und korrespondiert in der Symmetrie in der anderen Ecke des Ehrenhofes mit der Blauen Stiege.
Die Kapelle wird mit einer Stichkappentonne mit Gurten überwölbt, die Wände sind mit korinthischer Pilasterordnung und umlaufendem Gebälk gegliedert und in der Ebene des ersten Obergeschoßes des Schlosses mit großen Rechteckfenstern geöffnet. Im Gewölbe ist reicher Stuckdekor (um 1700). Das Deckengemälde von Daniel Gran aus dem Jahre 1744 zeigt die hl. Maria Madgalena und die theologischen Tugenden Glaube, Hoffnung und Liebe.
Der Hochaltar ist vermutlich ein Entwurf von Nikolaus Pacassi: die bekrönende Gruppe der hl. Dreifaltigkeit, der sarkophagartige Altartisch sowie der mächtige Marmortabernakel in Tempietto-Form. An der Türe ein vergoldetes Bleirelief mit einer Pietà, vermutlich von Franz Kohl. Das Altarbild Vermählung Mariae ist von Paul Troger um 1744. Es gibt zwei Seitenaltäre in den Pilasterintervallen mit Bildern von Giovanni Battista Pittoni um 1734 bis 1735.
Umgestaltungen entstanden in der Umgebung der Kapelle durch Nikolaus Pacassi mit den Oratorien in der Beletage mit einem spätbarocken frühklassizistischen Ofen, eigener Altarnische und Sternparkett.

### Orgel

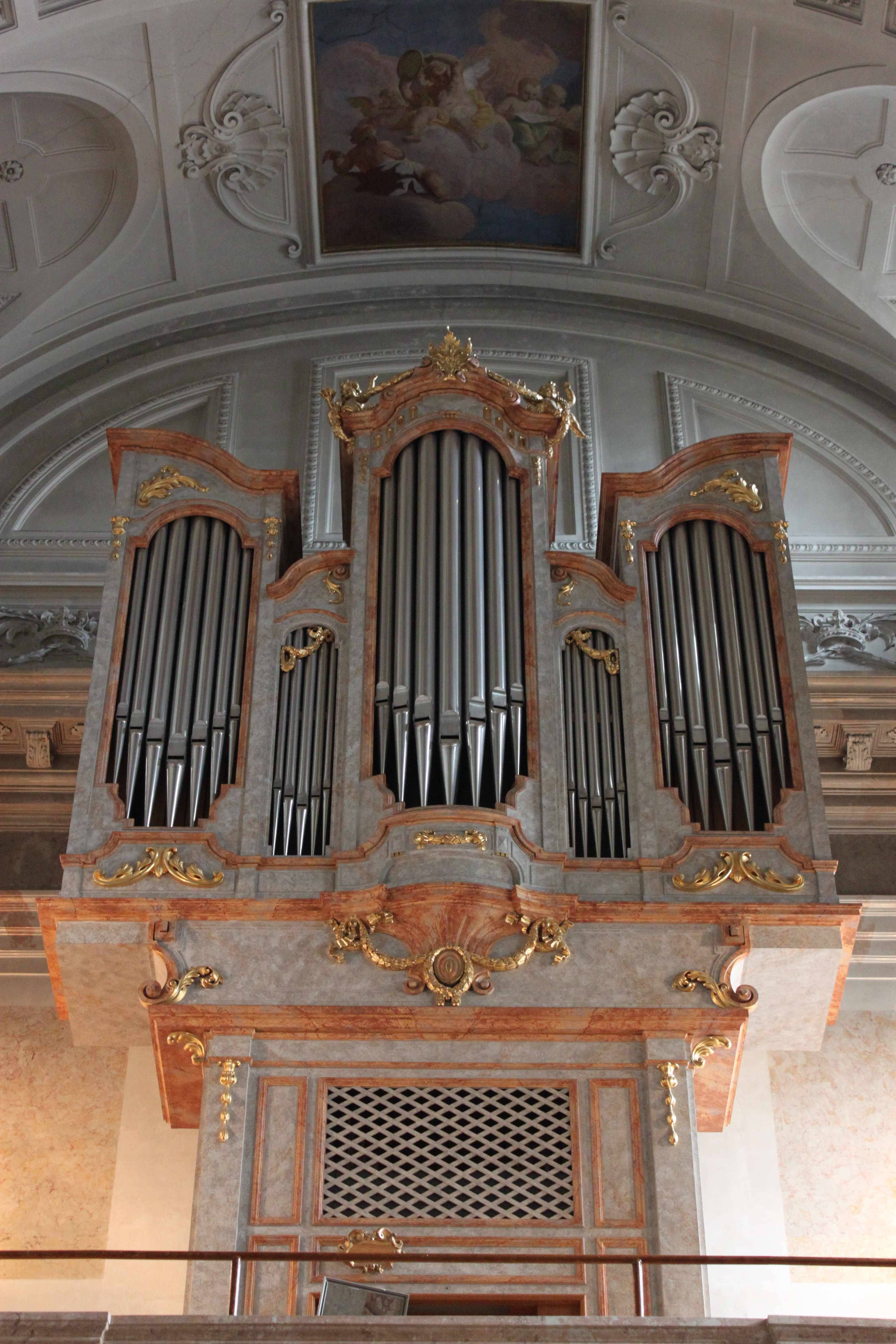
Orgelprospekt

Die Orgel der Schlosskapelle Schönbrunn ist ein Werk der Firma Rieger aus dem Jahr 1984 und verfügt über 13 Register auf zwei Manualen und Pedal. Die Gehäuse des Mittelteils und der beiden angrenzenden Pfeifenfelder stammen aus dem Jahr 1771 von Johann Friedrich Ferstl, die beiden außenliegenden Teile des Prospekts wurden im Zuge des Neubaus ergänzt. Er ersetzte eine 1897 gebaute Orgel mit neun Registern auf zwei Manualen und Pedal. Diese war vor dem Einbau in die Kapelle 1901 bei der Weltausstellung 1900 in Paris ausgestellt.
| I Hauptwerk  |       |
| Prinzipal    | 8′    |
| Rohrflöte    | 8′    |
| Octav        | 4′    |
| Flöte        | 2′    |
| Mixtur IV-VI | 1 ⁄3′ |

| II Positiv      |       |
| Gedeckt (Eiche) | 8′    |
| Offenflöte      | 4′    |
| Principal       | 2′    |
| Quinte          | 1 ⁄3′ |
| Octav           | 1′    |

| Pedal                  |     |
| Subbass (Eiche/Fichte) | 16′ |
| Bassflöte              | 8′  |
| Choralbass             | 4′  |

- Koppeln: II/I, I/P, II/P